# Peter Bartolomej
Peter Bartolomej (francosko Pierre Barthélemy) je bil vojak in mistik iz Francije, ki se je v vojski  Rajmonda Saint-Gillesa udeležil prvega križarskega pohoda, * ni znano, Marseille, † 20. april 1099, Antiohija.

## Življenjepis
Med obleganjem Antiohije je imel decembra 1097 videnja, v katerih se mu je največkrat prikazoval Sv. Andrej. Sv. Andrej ga je peljal v cerkev svetega Petra v oblegani Antiohiji in mu pokazal mesto, kjer bodo našli ostanke Svete sulice. Ukazal mu je, naj obvestilo prenese vitezom, najdeno sulico pa preda Rajmondu Touluškemu. Peter je svojega videnja ni omenil, do junija 1098 pa se mu je sv. Andrej prikazal še štirikrat.
Februarja 1098 je začel izgubljati vid, verjetno zaradi velike lakote, ki je prizadela križarje, sam pa je bil prepričan, da ga s slepoto kaznuje sv. Andrej. 
Ko so križarji zavzeli Antiohijo, sta Peter in Rajmond v cerkvi sv. Petra začela iskati Sveto sulico. Peter jo je 14. junija 1098 našel in trdil, da ga je tisto noč ponovno obiskal sv. Andrej in mu naročil, naj se odkritju v čast vitezi en dan postijo. 
Veliko ljudi, med njimi  tudi papeški legat Ademar iz Puya, je bilo prepričanih, da je Peter Bartolomej šarlatan, ki je kos starega železa prinesel s seboj in ga nato »odkril«. Po Ademarjevi smrti konec leta 1098 je Peter trdil, da je  Ademar potrdil pristnost Svete sulice.
Odkritje sulice so imeli križarji sprva za dobro znamenje, ki je dvignilo njihovo moralo. Sulica je bila zagotovilo za njihovo  zmago, ki jo je napovedal sv. Andrej, čeprav mnogo plemičev ni verjelo v njeno pristnost.
Peter je kasneje trdil, da se mu je prikazal tudi Kristus in mu ukazal, naj križarji bosonogi odkorakajo proti Jeruzalemu. Večina križarjev se za ukaz ni menila. Peter je želel dokazati pristnost svojih videnj in 8. aprila 1099 na svojo željo opravil preskušnjo z ognjem. Pri tem se je verjetno močno opekel, vendar je trdil, da je preskus z božjo pomočjo prestal brez poškodb. 
Peter Bartolomej je 20. aprila 1099 umrl, najverjetneje zaradi posledic preskušnje.